# Böda prästgård
Böda prästgård este o arie protejată (arie specială de conservare — SAC, sit de importanță comunitară — SCI) din Suedia întinsă pe o suprafață de 25,2 ha, integral pe uscat.

## Localizare
Centrul sitului Böda prästgård este situat la coordonatele 57°14′47″N 17°03′48″E / 57.2463°N 17.0632°E.

## Înființare
Situl Böda prästgård a fost declarat sit de importanță comunitară în iunie 1996 pentru a proteja 1 specie de animale. Situl a fost protejat și ca arie specială de conservare în martie 2011.

## Biodiversitate
Situată în ecoregiunea boreală, aria protejată conține 2 habitate naturale: Pășuni din zone de pădure fino-scandinave, Păduri caducifoliate de mlaștină fino-scandinave.
La baza desemnării sitului se află o specie protejată de  nevertebrate: Osmoderma eremita.